# Leandro Ledesma
Leandro Adrian Ledesma (* 1987, Santa Fé) je argentinský fotbalový útočník, v současnosti hráč argentinského klubu Club Unión Aconquija.
Na klubové úrovni působil mimo Argentinu na Slovensku a v Chile.

## Fotbalová kariéra
Svoji fotbalovou kariéru začal v Patronato de Paraná, odkud později přestoupil do CA Colón. Po 2 letech strávených v tomto klubu podepsal smlouvu s Club Sportivo Ben Hur. Dále působil v argentinských týmech Tiro Federal a Club Social y Deportivo La Emilia. V roce 2012 podepsal kontrakt s popředním slovenským klubem ŠK Slovan Bratislava. V roce 2013 působil v chilském San Luis de Quillota, poté se vrátil do Argentiny.